# Schiffnerula bella
Schiffnerula bella är en svampart som beskrevs av Petr. 1954. Schiffnerula bella ingår i släktet Schiffnerula och familjen Englerulaceae.   Inga underarter finns listade i Catalogue of Life.